# ささの翔太
ささの 翔太（ささの しょうた、本名：笹野 翔太、1991年9月17日 - ）は、グランパパプロダクションに所属する東京都出身の俳優。父は笹野高史で兄弟はささの友間、ささの堅太、ささの貴斗。

## 人物・来歴
笹野高史の長男であり、幼少時代に渡辺謙の息子である渡辺大とはプロレスをした仲である。練馬大根の知識が豊富。趣味は映画鑑賞と煙草。
2016年1月17日放送分の『手裏剣戦隊ニンニンジャー』では父が演じる主人公達の祖父の青年期役で出演した。

## 主な出演作品

### テレビ
- 武蔵 MUSASHI（2003年、NHK）
- 刑事★イチロー（2003年、TBS）
- きみはペット 第8話「モラトリアムの終えん」（2003年、TBS）
- メッセージ（2003年、日本テレビ）
- 火曜サスペンス劇場 警部補・佃次郎 20作目 望郷（2005年1月18日、日本テレビ）
- 温泉達人厳選の秘湯に挑む!秘境の絶景温泉!（2007年、テレビ東京）
- いい旅・夢気分（2007年、テレビ東京）
- 天地人 第6話（2009年、NHK）
- 手裏剣戦隊ニンニンジャー（2016年、テレビ朝日）- 若き好天 役

### 映画
- 誰も知らない
- 油断大敵
- この世の外へ クラブ進駐軍（2004年）
- リンダ リンダ リンダ（2005年）
- 早咲きの花（2006年）- 夏目十郎 役
- プルコギ（2007年）
- 容疑者Xの献身（2008年）- 生徒 役
- 陽光桜 -YOKO THE CHERRY BLOSSOM-（2015年） - 若き日の高岡正明 役[1]